# 廣西平話
广西平话是中国广西、广东、湖南、云南部分地區的若干類方言的笼统称谓。分南部平话（桂南平话）和北部平话（桂北平话）两大类。桂南平话内部比较一致，具有某些粤语特征，与粤语勾漏片接近，一般被归入粤语。桂北平话与桂南平话有很大不同，且桂北平话內部各方言之间差異也很大，部分桂北平话方言具有某些湘语特征，又與湘南土話有一些联系。

## 分布地区
广西平话主要分布在广西地区铁路、河流等交通线附近的城市郊区、集镇和农村，城区一般没有集中的分布（宾阳县除外），以桂林市郊县、永福县、南宁市郊县平话居民较集中。从灵川县沿铁路到南宁市、宾阳县、横县，包括附近的上林县、马山县，以及左江、右江沿岸，沿途水陆交通要道附近，都散居着平话居民。湖南省与广西毗连的怀化市通道侗族自治县等十多个县的集镇和部分农村也有分布。此外，在云南省文山壮族苗族自治州富宁县等地也有一部分人使用平话。
从桂林以北的灵川向南，沿湘桂铁路（古官道路线）到南宁形成主轴线，鹿寨以上为北段，柳州以下为南段。北段从桂林经龙胜、永福、阳朔、平乐到富川、钟山、贺州一带，是桂北平话的分布地区。南段南端从南宁由水路分出三支，右江支经平果到百色（再远至云南富宁），左江支到龙州，邕江支经横县到贵港，是桂南平话的主要分布地区。南段北端从柳州、柳江沿融江北上，经柳城、罗城到融水、融安一带，是融柳平话的分布地区。

## 语音特徵

### 与白话没有截然区别，但有地域分布特征
广西各地，从南宁到玉林，呈现出与东部粤语的一些不同特征，但主要为江韵保持[aŋ/k]音位，使得梗二走高为[eŋ/k]音位。

#### 元音
|          | 前元音            | 中元音      | 後元音        |
| -------- | ----------------- | ----------- | ------------- |
| 高元音   | (ə)i: 奇k(ə)i:21  | y: 女ȵy:24  | u: 富(p)ɸu:55 |
| 中高元音 | e 写θe44          |             | o 广koŋ44     |
| 中低元音 | (ə)ɛ: 脚k(ə)ɛ:k44 | ʌ 事ʃʌi22   | ɔ: 东tɔ:ŋ52   |
| 低元音   |                   | a: 开ha:i52 |               |

#### 輔音
|          | 雙唇音          | 齒齦音       | 齦顎音       | 軟顎音       | 聲門音       |
| -------- | --------------- | ------------ | ------------ | ------------ | ------------ |
| 無气塞音 | /p/ 把pa:44     | /t/ 多tɔ:52  | /ʧ/ 茶ʧa:21  | /k/ 江ka:ŋ52 | /ʔ/ 窝ɔ:52   |
| 有气塞音 | pʰ 铺pʰu:52     | tʰ 土tʰu:44  | ʧʰ 菜ʧʰa:i55 | kʰ 孔kʰɔ:ŋ44 |              |
| 無聲擦音 | /ɸ/(pɸ) 舞ɸu:24 | /θ/ 三θa:m52 | /ʃ/ 树ʃu:55  |              | /h/ 汗ha:n22 |
| 鼻音     | /m/ 马ma:24     | /n/ 泥nʌi21  | /ȵ/ 饮ȵʌm24  | /ŋ/ 岸ŋa:n22 |              |
| 近音     | /β/ 花βa:52     | /l/ 路lu:22  | /j/ 友jau24  |              |              |

#### 韵母
| a:    | a:i  | a:u | a:m | a:p | a:n  | a:t  | a:ŋ    | a:k    |
| ua:   | ua:i |     |     |     | ua:n | ua:t | ua:ŋ   | ua:k   |
|       | ʌi   | ʌu  | ʌm  | ʌp  | ʌn   | ʌt   | ʌŋ     | ʌk     |
|       | uʌi  |     |     |     | uʌn  | uʌt  |        |        |
| e     |      | eu  |     |     |      |      | (ə)ɛ:ŋ | (ə)ɛ:k |
| (ə)i: |      | i:u | i:m | i:p | i:n  | i:t  | (ə)i:ŋ | (ə)i:k |
| u:    | u:i  |     |     |     | u:n  | u:t  | oŋ     | ok     |
| y:    |      |     |     |     |      |      |        |        |
| ɔ:    |      |     |     |     |      |      | ɔ:ŋ    | ɔ:k    |

#### 聲調
聲調共九個。聲調和廣州話音系一樣。
- 1陰平調 52
- 2陰上調 44
- 3陰去調 55
- 4陽平調 21
- 5陽上調 24
- 6陽去調 22
- 7陰入調 4
- 8中入調 24
- 9陽入調 2

### 桂南平话
一般指南宁周围及左右江流域的平话，不包括宾阳客话。
1. 有核心粤语的桓魂演变，但不合并，盆[pon]≠盘[pun]
2. 保留入声（塞音韵尾）
3. 分尖团
4. 通摄主元音低化，合口宕摄主元音高化（南宁西北地区有不低化的地区，通摄与合口宕一合流）
5. 擦音江韵入合宕
6. 寒、唐、豪、咍韵的主元音作[a]，咍泰、豪肴、唐江、寒山删合流（白话的咍、豪、唐、喉牙寒韵高化）
7. 全浊（浊塞音、浊塞擦音）清化，不分平仄，一律不送气（除五塘平话，平上不送气，去入送气）
8. 阳入分全浊入和次浊入
9. 阳韵与梗二合并（南宁西北片保留影组字的对立）
10. 心母边化，一些点甚至审母边化
11. 戈韵高化为u，少数歌韵字为a

### 桂北平话
实际上学术称为“桂北平话”的方言来源很多，有属于粤语的（桂林市郊南、西部）和不明归属的方言（桂林市郊东北），桂东地区凡是称为“都声”“都话”的方言皆不是粤语。以下为属于粤语的桂北平话的特征。注意：铺门话虽然处于桂东地区，但一些特点与桂北平话接近，尚不明确是否有发生学关系。
1. 没有核心粤语的桓魂演变
2. 知澄三等入塞音
3. 保留一定的介音，特别是通三介音
4. 一些点见组肴韵与侯韵合并
5. 音系崩坏严重，受桂柳官话影响较大

### 融柳平话
在一些特征上显示更古老的粤语特征。
1. 没有核心粤语的桓魂演变
2. 保留一定的介音体系（主要在见影组）
3. 一二等韵不合并
4. 梗二与阳韵不合并，宕江不合并
5. 戈韵与麻合二合并为ua
6. 台韵主元音前高化

## 外部連結
- （繁體中文）漢字古今音資料庫（可查平話各方言的單字讀音，現代>平話）